# Armand Jacquet
Pour l’article ayant un titre homophone, voir Armand Jacquey.
Armand Jacquet, né le 24 avril 1925 dans le 11e arrondissement de Paris et mort le 21 août 2008 à Cassis (Bouches-du-Rhône), est un aviateur français. Il est connu pour avoir été un des deux pilotes d'essai du prototype du Nord 1500 Griffon II à statoréacteur.